# Cameron MacDonald Nicol
Cameron MacDonald Nicol, britanski general, * 1891, † 1965.